# No Trend
No Trend war eine amerikanische Punk-Band aus der näheren Umgebung von Washington, D.C. Ihren Stil kann man als eine Mischung von Hardcore Punk, Post-Punk und Noise-Rock Elementen bezeichnen. Da die Musik im Laufe der Zeit auch Einflüsse aus anderen Genres aufwies ist es schwer, die Band einem Genre zuzuordnen.

## Bandgeschichte
Über den Werdegang der Band ist nur wenig bekannt. Tatsache ist, dass sich die einzelnen Mitglieder der Band Anfang der 1980er Jahre in der Punkszene in und um Washington D.C. zu einer Band formierten. Aufgrund ihrer für Hardcore-Verhältnisse zum Teil langsamen und ungewöhnlichen Spielart wurde sie in der Szene sehr schnell zu einem verstoßenen Außenseiter. Die Band selbst schien das nicht zu stören, teilweise war das sogar so beabsichtigt. No Trend provozierte bei Konzerten die durch Stereotype zu einem Klischee festgefahrene Punkszene, der es mehr und mehr an der ursprünglichen Individualität mangelte, immer öfter durch ihr originelles (und zugleich bei vielen Punks verhasstes) Auftreten. So fand auch ihre Musik wenig Gegenliebe. Aufgrund ihres Konzeptes und der Bedienung bestimmter Stilmittel wurde die erste Single in der Musikpresse zu Unrecht als eine Kopie von Flipper und Public Image Ltd. bezeichnet, auch wenn man offensichtliche Parallelen zu Flipper nicht abstreiten kann. Die erste LP folgte 1984. Etwas Popularität erlangte die Gruppe im Folgejahr auf ihrem zweiten Album A Dozen Dead Roses durch die Zusammenarbeit mit der New Yorker Underground-Legende Lydia Lunch. Es folgten weitere LPs die durch immer ungewöhnlichere Ideen gespickt waren. Ihr letztes Album More fand zu dem Zeitpunkt nicht mal mehr ein Label, das sich traute dieses zu veröffentlichen, so dass es 14 Jahre dauerte, bis es auf CD vertrieben werden konnte.

## Diskographie
- 1983 – Selftitled, 7" Single
- 1983 – Teen Love, EP
- 1984 – Too Many Humans, LP
- 1985 – A Dozen Dead Roses, LP
- 1985 – Heart Of Darkness, EP (4 Songs aus dem „A Dozen Dead Roses“ Album)
- 1985 – When Death Won’t Solve Your Problem, LP (Zusammenstellung verschiedener Raritäten)
- 1986 – Tritonian Nash Vegas Polyester Complex, LP
- 1995 – Teen Love – The Early Months, CD (Zusammenstellung von Demos und Live Material)
- 2001 – More, CD (unveröffentlichtes Album von 1987)